# Nagatsuka Takashi

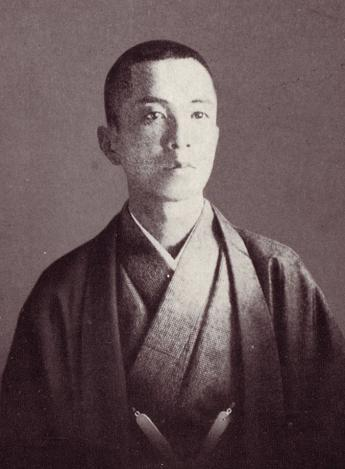
Nagatsuka Takashi

Nagatsuka Takashi (japanisch 長塚 節, * 3. April 1879 in Kosshō, Kreis Okada (heute: Jōsō), Präfektur Ibaraki; † 8. Februar 1915) war ein japanischer Schriftsteller.

## Leben und Wirken
Nagatsuka Takashi begeisterte sich neunzehnjährig für die Naturlyrik Masaoka Shikis und versuchte, dessen Ideal einerobjektiven fotografischen Beschreibung – Shasei (写生) – zu erreichen. Er gehörte dessen Negishi-Tanka-Gemeinschaft an und war an der Gründung von deren Zeitschrift Ashibi 1903 und danach an Araragi beteiligt. Er wurde vorrangig als Lyriker bekannt. 1914 erschien sein Gedichtband Hari no gotoku. Daneben verfasste er auch Romane. Deren bekanntester, Tsuchi (土) – „Die Erde“, erschien 1910 in Fortsetzungen in der Zeitung Asahi Shimbun. Darin beschreibt er die Armut der Bauern in dem Ort, in dem er aufgewachsen ist. Der Schriftsteller Natsume Sōseki war sehr beeindruckt von dem Werk, das als ausgezeichnetes Beispiel einer „bäuerlich geprägten Literatur“ (農民文学, Nōmin bungaku) gilt.
1915 starb Nagatsuka fünfunddreißigjährig an Tuberkulose.

## Quelle
- John Scott Miller: "Historical Dictionary of Modern Japanese Literature and Theater", Scarecrow Press, 2009, ISBN 978-0-8108-5810-7, S. 81–82.
- S. Noma (Hrsg.): Nagatsuka Takashi. In: Japan. An Illustrated Encyclopedia. Kodansha, 1993. ISBN 4-06-205938-X, S. 1034.